# Astragalus anserinifolius
Astragalus anserinifolius är en ärtväxtart som beskrevs av Pierre Edmond Boissier. Astragalus anserinifolius ingår i släktet vedlar, och familjen ärtväxter. Inga underarter finns listade i Catalogue of Life.